# Snorri Steinn Guðjónsson

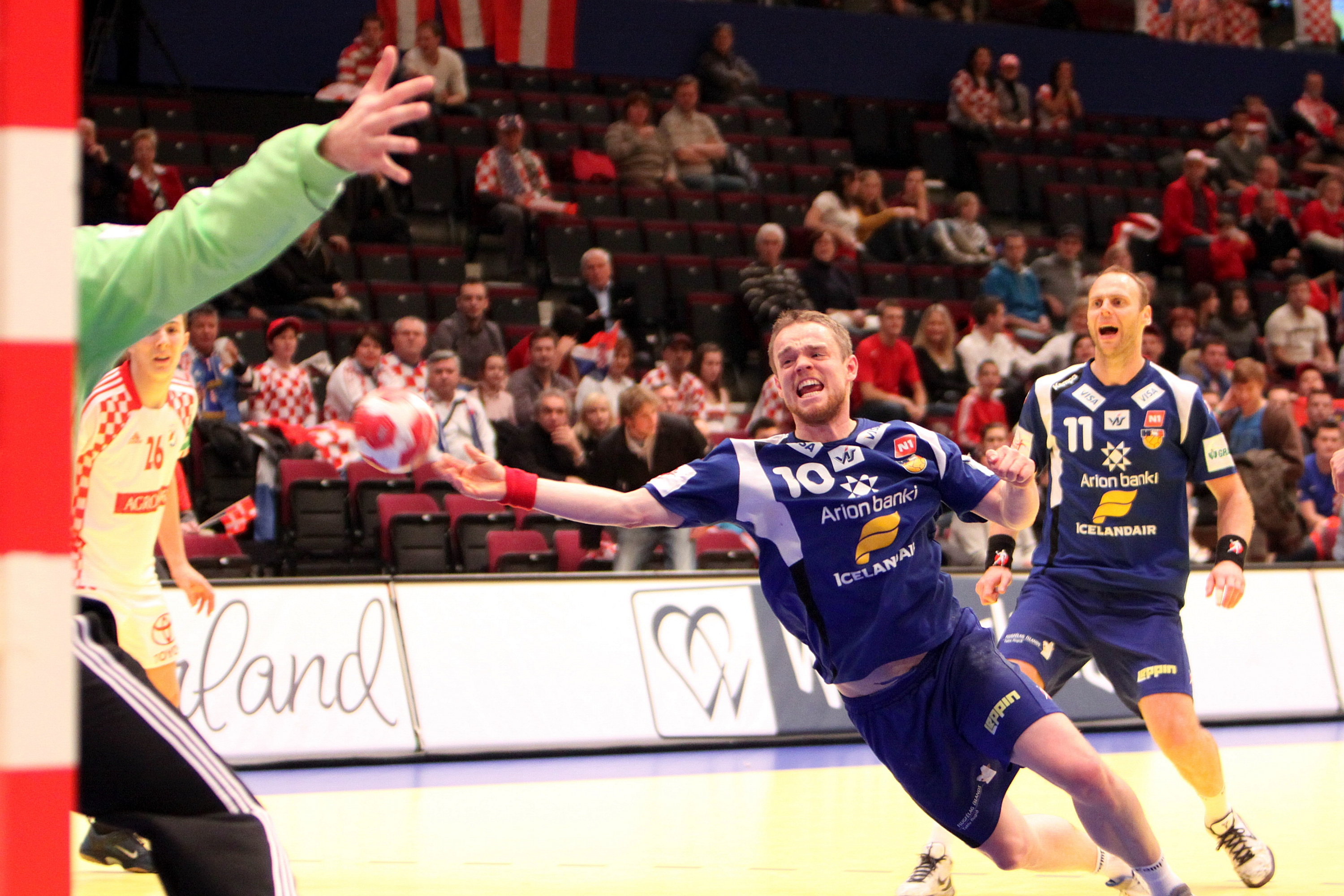
Janvier 2015

Snorri Steinn Guðjónsson, né le 17 octobre 1981 à Reykjavik, est un handballeur islandais, évoluant au poste de demi-centre. Avec l'équipe nationale d'Islande, il est notamment vice-champion olympique en 2008.
Il est actuellement le sélectionneur de l'équipe nationale d'Islande. 

## Biographie
Guðjónsson commence le handball à l'âge de six ans et joue jusqu'à ses 21 ans avec le club islandais du Valur Reykjavík. Il rejoint en 2003 le TV Großwallstadt, club de Bundesligisten.
Deux ans plus tard, il signe au GWD Minden où il reste également deux ans. En 2007, il signe pour le club danois du GO Gudme Svendborg TGI.
En septembre 2009, Guðjónsson rejoint Rhein-Neckar Löwen. Après une saison, il rejoint le club danois du AG Copenhague.
À la suite de la banqueroute du club de la capitale danoise, il retrouve son ancien club, le GO Gudme Svendborg TGI, alors en 2e division. Lors de sa première saison, il aide le club danois à retrouver l'élite puis à s'y maintenir.
Le 24 mars 2014, il signe au Sélestat AHB pour un contrat de 2 ans.
En mai 2015, sa venue à l'USAM Nîmes Gard est officialisée, avec un contrat de 3 ans. Cela lui permettra de rejoindre son compatriote Ásgeir Örn Hallgrímsson arrivé de Paris la saison précédente. En 2017, il quitte finalement l'USAM Nimes et rentre au pays où il joue pour le Valur Reykjavik.

## Palmarès

### Club
- Champion d'Islande (1) : 2002 (avec Valur Reykjavik)
- Finaliste de la coupe d'Allemagne en 2010 (avec Rhein-Neckar Löwen)
- Champion du Danemark (2) : 2011, 2012 (avec AG Copenhague)
  - Vice-champion en 2008 (avec le GO Gudme Svendborg TGI)
- Vainqueur de la Coupe du Danemark (2) : 2011, 2012 (avec AG Copenhague)
  - Finaliste en 2008 (avec le GO Gudme Svendborg TGI)

## Équipe nationale
Au 21 octobre 2014
- 232 sélections, 803 buts en équipe nationale d'Islande[1]
- Médaille d'argent aux Jeux olympiques de 2008 à Pékin,  Chine[8]
- Médaille de bronze au Championnat d'Europe 2010 en  Autriche

## Récompenses individuelles
- Élu meilleur demi-centre des Jeux olympiques 2008
- Deuxième meilleur buteur des Jeux olympiques 2008 (48 buts)